# Benedetto Varchi

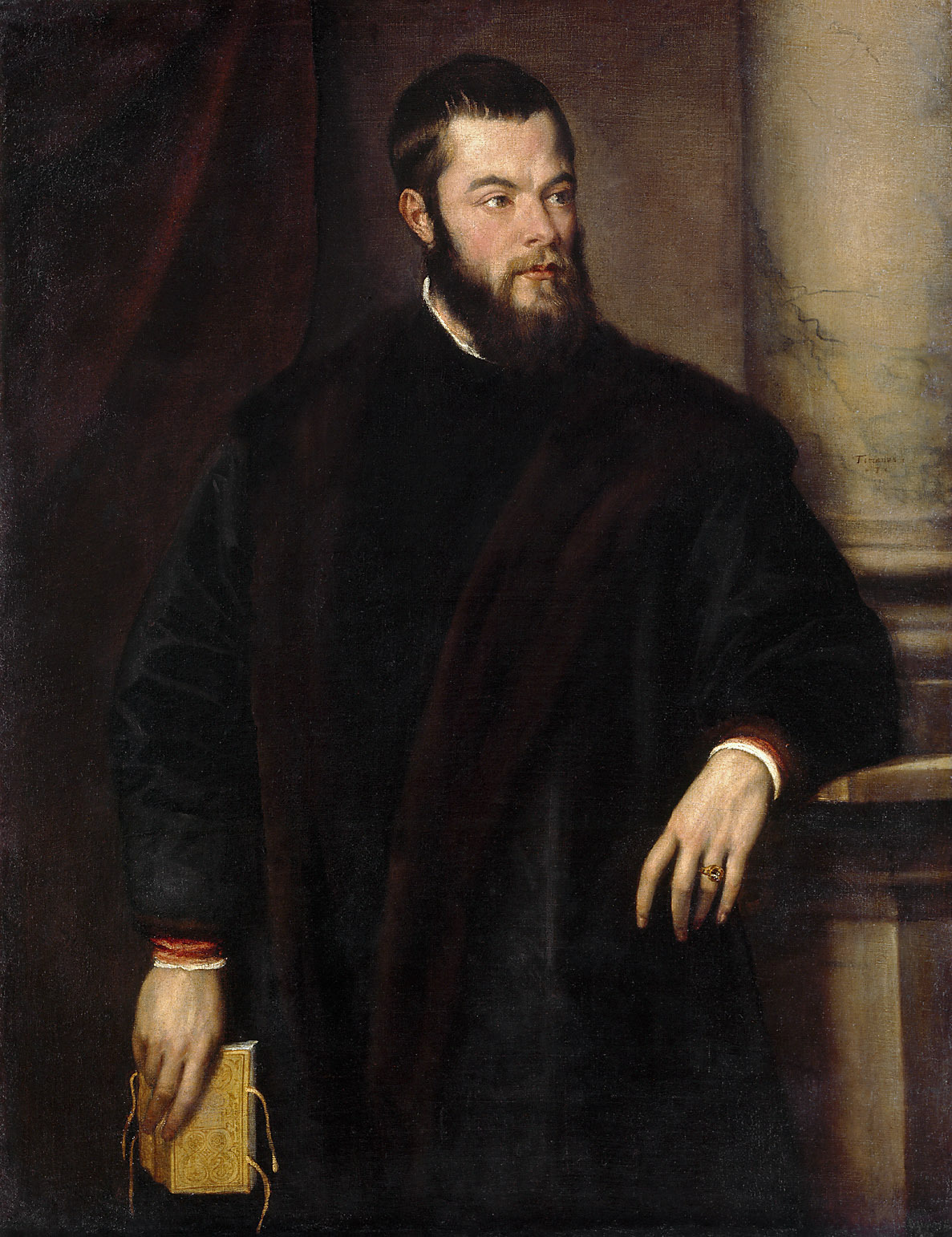
Benedetto Varchi, per Ticià (Museu d'Història de l'Arte de Viena, 1536-1540).

Benedetto Varchi (Florència, 1503 - 1565), humanista, escriptor i historiador italià.

## Biografia

### Formació
Encara que va néixer a Florència, procedia d'una família de Montevarchi. El seu pare volia que aprengués alguna professió i per això va intentar que freqüentés diversos tallers, però com va aparèixer la seva predisposició pels estudis literaris, es va decidir a enviar-lo a l'escola. A Florència va freqüentar els Orti Oricellari i després, a Pisa, va emprendre estudis acadèmics per fer-se notari.
Acabats els estudis, va tornar a Florència, on es va adherir a moviments polítics republicans contra els Mèdici, el que, li va obligar a abandonar la ciutat. Va passar un període a Pàdua (1537), al servei dels Strozzi, i després a Bolonya (1540).
La seva activitat literària va ser apreciada pels seus contemporanis, que el van considerar també "filòsof" (mentre que ell només va ser un divulgador d'idees filosòfiques) i aviat es va fer famós. El 1543 Varchi va rebre la invitació de Cosme I de Mèdici per tornar a Florència, que va estar encantat d'acceptar perquè, al mateix temps, havia començat a veure's implicat en escàndols de tipus sexual (i qualque vegada fins i tot de tipus pedofílic), que amb freqüència tenien conseqüències jurídiques i creaven gravíssimes dificultats tant econòmiques com d'imatge. A la seva vida va patir també una condemna per violació, que de poc no va destruir la seva carrera.

### La qüestió de l'homosexualitat
Aquest costat de la seva personalitat li va causar problemes durant quasi tota la seva existència. De fet, Varchi mai no va ocultar les seves preferències homosexuals, dedicant als nois que estimava en el seu moment (qualque vegada, extremament joves) multitud de sonets amorosos petrarquistes, dels que es conserven diversos centenars.
En ells justificava el seu desig sota un mantell d'idees neoplatòniques, segons la interpretació popularitzada per Marsilio Ficino: el que ell estimava al noi, declara Varchi, era la seva bellesa interior, reflex de la de Déu, i no la seva bellesa corporal. Tanmateix, aquesta explicació no va convèncer els seus contemporanis (també perquè en altres llocs, abandonada la prudència, Varchi demanava expressament favors sexuals als amats), els quals li van dedicar multitud d'escrits burlaners. Entre ells, són molt divertits els sonets d'Antonfrancesc Grazzini, mentre que els d'Alfonso de'Pazzi, cruels fins a la calúmnia, són escrits a l'obscur argot burchiellesca, estant, per tant, poc clars per al lector no especialista.

### L'Acadèmia platònica florentina
A Florència, Varchi va formar part de l'Acadèmia platònica florentina i es va ocupar de lingüística, de crítica literària (va ser un gran estudiós de Dante Alighieri), d'estètica, de filosofia i també d'alquímia i de botànica. Entre altres coses, va escriure un tractat, l'Hercolano (publicat pòstumament el 1570), una comèdia, La Suocera (La Sogra), i moltíssims sonets.

### Storia fiorentina
Varchi va rebre l'encàrrec de Cosme I de Mèdici de redactar una història contemporània de Florència, que va escriure, ocupat prop de vint anys, en un estil innovador que pot definir-se com periodístic perquè prestava molta atenció a la recerca de les fonts. Tanmateix, aquesta Storia fiorentina (Història florentina), precisament perquè no passava per alt esdeveniments políticament enutjosos, seria publicada només el 1721.

### Conversió religiosa
Una altra característica constant a la seva vida va ser l'atenció a la religió, que va viure amb inquietud i que li va conduir a una crisi espiritual de la que va emergir amb el desig de fer-se capellà, encara que la necessitat de reconstruir una reputació social compromesa pels seus escàndols també influí en la seva tardana conversió.
Convertit en sacerdot catòlic, el duc, que mai no havia cessat de manifestar-li el seu favor, li havia aconseguit un càrrec en una església de Montevarchi, però que mai va poder exercir perquè va morir a la vil·la medicea de la Topaia, al barri de Castello de Florència, on vivia des de feia deu anys.